# فینال جام حذفی فوتبال انگلستان ۱۹۵۶
فینال جام حذفی فوتبال انگلستان ۱۹۵۶، رقابت پایانی جام حذفی فوتبال انگلستان در سال ۱۹۵۶ میلادی است که مابین دو تیم باشگاه فوتبال منچستر سیتی و باشگاه فوتبال بیرمنگام سیتی در ورزشگاه ومبلی لندن برگزار شده‌است.
این مسابقه که در تاریخ ۵ مه ۱۹۵۶ انجام شده‌است با نتیجه ۳ بر ۱ به سود تیم باشگاه فوتبال منچستر سیتی به پایان رسید.